# Ilokallionsaari
Ilokallionsaari är en ö i Finland. Den ligger i sjön Iso Sämpiä och i kommunen Hirvensalmi i den ekonomiska regionen  S:t Michel och landskapet Södra Savolax, i den södra delen av landet, 180 km nordost om huvudstaden Helsingfors. Öns area är 1,3 hektar och dess största längd är 200 meter i nord-sydlig riktning.